# 大连中国税关旧址

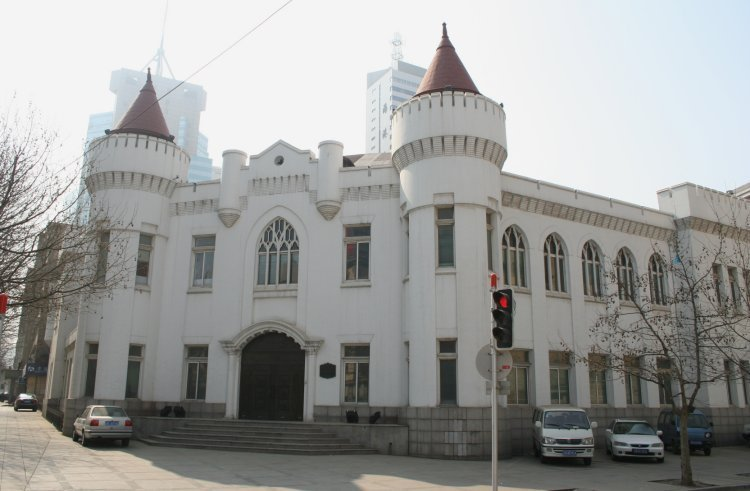
今貌

大连中国税关旧址位于中华人民共和国辽宁省大连市中山区人民路86号。

## 历史
建成于1914年，现为大连市文物保护单位。2002年列入第一批大连市重点保护建筑。
大连中国税关旧址是大连市唯一遗存的哥特式建筑 ，两座碉堡式的塔楼是其特色。这座大楼建成后，成为清政府、中华民国政府设在日本租借地大连的海关。大连海关始于1907年5月30日清政府与日本签订的《设置大连海关及内河汽船航行的协定》。1907年7月1日，大连海关正式开关。傀儡政府满洲国成立后的1932年6月25日，日本将此海关改属满洲国。1945年8月，苏联红军击败日军取得大连后，大连口岸海关主权才交回中国。1949年后，此楼曾是旅大航运公司的办公楼。现在，大连中国税关旧址是辽宁省外贸轻工公司的办公楼。